# Milica Šturm
Milica Šturm [mílica štúrm], slovenska književnica in pravnica, * 7. september 1939, Ljubljana.

## Življenje
Od leta 1950 je obiskovala klasično gimnazijo v Ljubljani, kjer je 20. junija 1958 maturirala. Vpisala se je na Pravno fakulteto, kjer je diplomirala leta 1963.
Po opravljenem pravosodnem izpitu leta 1973 je bila pravna svetovalka v gospodarstvu in javnih službah. V letih od 1989 do 1994 je kot pravna svetovalka in organizatorka sodelovala pri ustanavljanju novih demokratičnih političnih gibanj in strank slovenske pomladi na lokalni ravni v Ljubljani. 
14. marca 1992 je ustanovila Slovensko žensko zvezo in bila njena prva predsednica za čas prvega mandata. Organizirala je humanitarne akcije po Sloveniji in dosegla, da je na slovenski tolar prišla prva ženska podoba (Ivana Kobilica).

## Delo
Svoja dela je začela izdajati leta 1997. Piše prozo in poezijo.

### Proza
- Ena in ena ni vedno dve, 1997 (COBISS)
- Povest o treh medvedih, 1998 (COBISS)
- Pravljica o nevidnem zakladu, 2000 (COBISS)
- Srce se nikoli ne moti, 2002 (COBISS)
- Devet kož (satirični roman), 2003 (COBISS)
- Kralj Niko Tin in njegovo kraljestvo, 2006 (COBISS)
- O deklici, ki ni mogla zaspati, 2006 (COBISS)
- Skrivnost sobane številka devet, 2008 (COBISS)

### Poezija
- Med biti in ne biti, 2001 (COBISS)
- Za prosojno zaveso (pesniška zbirka), 2003 (COBISS)
- Via Crucis (meditativna pesnitev), 2004 (COBISS)
- Plejade, 2004 (COBISS)
- Via Crucis – Via  Caritatis (ponatis Via Crucis z dodanim prevodom Primoža Simonitija v latinski jezik in Fabjana Hafnerja v nemški jezik), 2006 (COBISS)
- Zlata jablana, 2006 (COBISS)
- Vražje sonatine, 2007 (COBISS)
- Prebliski, 2009 (COBISS)
- Občutja, 2011 (COBISS)